# Liga Środkowoeuropejska w piłce siatkowej mężczyzn (2024/2025)
Liga Środkowoeuropejska w piłce siatkowej mężczyzn 2024/2025 (albo Liga MEVZA 2024/2025) − 20. sezon ligi środkowoeuropejskiej w piłce siatkowej zorganizowany przez Middle European Volleyball Zonal Association (MEVZA). Zainaugurowany został 29 października 2024 roku.
W lidze środkowoeuropejskiej w sezonie 2024/2025 uczestniczyło sześć drużyn z czterech państw: Austrii, Chorwacji, Słowacji oraz Słowenii. Po jednym sezonie przerwy do rozgrywek powrócił klub ACH Volley Lublana.
Rozgrywki składały się z fazy zasadniczej oraz fazy finałowej. W fazie zasadniczej drużyny rozegrały ze sobą po jednym spotkaniu. Cztery najlepsze zespoły awansowały do fazy finałowej.
Faza finałowa, w ramach której rozegrano półfinały, mecz o 3. miejsce oraz finał, odbyła się w dniach 5-6 marca 2025 roku w hali Dom odbojke Bojan Stranić w Zagrzebiu. Po raz 14. mistrzem ligi środkowoeuropejskiej został klub ACH Volley Lublana, który w finale pokonał HAOK Mladost Zagrzeb. Trzecie miejsce zajął OK i-Vent Maribor.

## System rozgrywek
Liga MEVZA w sezonie 2024/2025 składała się z fazy zasadniczej oraz fazy finałowej. W fazie zasadniczej drużyny rozegrały ze sobą po jednym spotkaniu. Mecze odbywały się w systemie turniejowym. Do fazy finałowej awansowały cztery najlepsze drużyny. Pozostałe zespoły zakończyły rozgrywki odpowiednio na miejscach 5-6. Faza finałowa obejmowała półfinały, mecz o 3. miejsce oraz finał. Pary półfinałowe utworzone zostały na podstawie miejsc zajętych przez poszczególne drużyny w fazie zasadniczej zgodnie z kluczem: 1–4; 2–3. Zwycięzcy półfinałów rozegrali spotkanie finałowe, przegrani natomiast mecz o 3. miejsce.
| Kryteria ustalenia pozycji w tabeli |
| O kolejności w tabeli decydowały następujące kryteria: 1. liczba zwycięstw, 2. liczba punktów (3:0 i 3:1 – 3 punkty dla zwycięzcy, 0 punktów dla przegranego; 3:2 – 2 punkty dla zwycięzcy, 1 punkt dla przegranego), 3. stosunek setów wygranych do przegranych, 4. stosunek małych punktów zdobytych do straconych, 5. bilans w meczach bezpośrednich pomiędzy zainteresowanymi drużynami zgodnie z punktami 1-4. |

## Drużyny uczestniczące
W lidze MEVZA w sezonie 2024/2025 uczestniczyło sześć drużyn: po dwie z Chorwacji (HAOK Mladost Zagrzeb, MOK Mursa Osijek) i ze Słowenii (ACH Volley Lublana, OK i-Vent Maribor) oraz po jednej z Austrii (SK Zadruga Aich/Dob) i ze Słowacji (TJ Spartak Myjava).
Po jednym sezonie przerwy do rozgrywek powrócił zespół ACH Volley Lublana. W porównaniu z poprzednim sezonem w lidze MEVZA nie brały udziału kluby: VCA Amstetten Niederösterreich z Austrii, OK Ribola Kaštela z Chorwacji, Calcit Kamnik ze Słowenii, Rieker UJS Komárno ze Słowacji oraz MÁV Előre SC-Foxconn z Węgier.
| Liga MEVZA 2024/2025                                                                  | Liga MEVZA 2024/2025 |
| ------------------------------------------------------------------------------------- | -------------------- |
| OK i-Vent Maribor                                                                     | 2                    |
| SK Zadruga Aich/Dob                                                                   | 3                    |
| TJ Spartak Myjava                                                                     | 4                    |
| HAOK Mladost Zagrzeb                                                                  | 7                    |
| MOK Mursa Osijek                                                                      | 10                   |
| ACH Volley Lublana                                                                    | —                    |
| Oznaczenia: - kolumna druga – miejsce zajęte przez daną drużynę w poprzednim sezonie. |                      |

## Hale sportowe
| Klub                 | Hala sportowa             | Miejscowość |
| -------------------- | ------------------------- | ----------- |
| ACH Volley Lublana   | Hala Tivoli               | Lublana     |
| HAOK Mladost Zagrzeb | Dom odbojke Bojan Stranić | Zagrzeb     |
| MOK Mursa Osijek     | Dvorana Gradski vrt       | Osijek      |
| OK i-Vent Maribor    | Dvorana Tabor             | Maribor     |
| SK Zadruga Aich/Dob  | JUFA Arena                | Bleiburg    |
| TJ Spartak Myjava    | Mestská športová hala     | Myjava      |
| Źródło:              |                           |             |

## Faza zasadnicza

### Tabela wyników
| Drużyna 1 \ Drużyna 2 | MAR | AIC | MYJ | MLA | MUR | LUB |
| --------------------- | --- | --- | --- | --- | --- | --- |
| OK i-Vent Maribor     |     | 0:3 | 3:2 | 3:1 | 3:1 | 2:3 |
| SK Zadruga Aich/Dob   |     |     | 2:3 | 3:2 | 3:1 | 0:3 |
| TJ Spartak Myjava     |     |     |     | 0:3 | 1:3 | 0:3 |
| HAOK Mladost Zagrzeb  |     |     |     |     | 3:1 | 3:2 |
| MOK Mursa Osijek      |     |     |     |     |     | 0:3 |
| ACH Volley Lublana    |     |     |     |     |     |     |

Źródło: 

### Terminarz i wyniki spotkań
| Data                                            | Godz. | Gospodarz            | Rezultat                                | Gość                 | Hala sportowa             | Widzów | *      |
| ----------------------------------------------- | ----- | -------------------- | --------------------------------------- | -------------------- | ------------------------- | ------ | ------ |
| KOLEJKA 1                                       |       |                      |                                         |                      |                           |        |        |
| 29.10.2024                                      | 18:00 | ACH Volley Lublana   | 3:0 (25:17, 25:21, 25:22)               | SK Zadruga Aich/Dob  | Hala Tivoli               | 122    | [ 10 ] |
| 30.10.2024                                      | 18:00 | SK Zadruga Aich/Dob  | 3:1 (22:25, 25:15, 25:23, 25:11)        | MOK Mursa Osijek     | Hala Tivoli               | 13     | [ 11 ] |
| 31.10.2024                                      | 18:00 | ACH Volley Lublana   | 3:0 (25:17, 25:19, 25:22)               | MOK Mursa Osijek     | Hala Tivoli               | 111    | [ 12 ] |
| 29.10.2024                                      | 16:30 | HAOK Mladost Zagrzeb | 3:0 (25:13, 25:23, 26:24)               | TJ Spartak Myjava    | Dom odbojke Bojan Stranić | 50     | [ 13 ] |
| 30.10.2024                                      | 15:00 | TJ Spartak Myjava    | 2:3 (25:23, 25:22, 17:25, 20:25, 15:17) | OK i-Vent Maribor    | Dom odbojke Bojan Stranić | 50     | [ 14 ] |
| 31.10.2024                                      | 16:30 | HAOK Mladost Zagrzeb | 1:3 (26:28, 25:21, 22:25, 18:25)        | OK i-Vent Maribor    | Dom odbojke Bojan Stranić | 50     | [ 15 ] |
| KOLEJKA 2                                       |       |                      |                                         |                      |                           |        |        |
| 27.11.2024                                      | 19:00 | TJ Spartak Myjava    | 1:3 (23:25, 18:25, 25:20, 30:32)        | MOK Mursa Osijek     | Mestská športová hala     | 250    | [ 16 ] |
| 28.11.2024                                      | 19:00 | TJ Spartak Myjava    | 3:2 (25:21, 23:25, 25:19, 23:25, 15:12) | SK Zadruga Aich/Dob  | Mestská športová hala     | 200    | [ 17 ] |
| KOLEJKA 3                                       |       |                      |                                         |                      |                           |        |        |
| 18.12.2024                                      | 18:00 | MOK Mursa Osijek     | 1:3 (25:23, 23:25, 25:27, 23:25)        | OK i-Vent Maribor    | Dvorana Gradski vrt       | 100    | [ 18 ] |
| 5.01.2025                                       | 16:00 | ACH Volley Lublana   | 3:0 (25:12, 25:18, 25:21)               | TJ Spartak Myjava    | Hala Tivoli               | 50     | [ 19 ] |
| 8.01.2025                                       | 19:00 | SK Zadruga Aich/Dob  | 3:2 (23:25, 25:15, 25:17, 27:29, 15:11) | HAOK Mladost Zagrzeb | JUFA Arena                | bd.    | [ 20 ] |
| KOLEJKA 4                                       |       |                      |                                         |                      |                           |        |        |
| 5.02.2025                                       | 18:00 | MOK Mursa Osijek     | 1:3 (18:25, 22:25, 28:26, 21:25)        | HAOK Mladost Zagrzeb | Dvorana Gradski vrt       | bd.    | [ 21 ] |
| 5.02.2025                                       | 19:00 | SK Zadruga Aich/Dob  | 3:0 (25:22, 25:20, 25:17)               | OK i-Vent Maribor    | JUFA Arena                | 200    | [ 22 ] |
| KOLEJKA 5                                       |       |                      |                                         |                      |                           |        |        |
| 19.02.2025                                      | 20:00 | OK i-Vent Maribor    | 2:3 (20:25, 25:19, 25:19, 17:25, 12:15) | ACH Volley Lublana   | Dvorana Tabor             | 150    | [ 23 ] |
| 20.02.2025                                      | 16:30 | HAOK Mladost Zagrzeb | 3:2 (25:19, 18:25, 25:18, 20:25, 15:13) | ACH Volley Lublana   | Dom odbojke Bojan Stranić | 100    | [ 24 ] |
| Godziny według czasu lokalnego (UTC+1). Źródło: |       |                      |                                         |                      |                           |        |        |

### Tabela
| Lp.                              | Drużyna              | Mecze | Mecze | Mecze | Pkt | Rodzaj wyniku | Rodzaj wyniku | Rodzaj wyniku | Rodzaj wyniku | Rodzaj wyniku | Rodzaj wyniku | Sety | Sety | Sety  | Małe punkty | Małe punkty | Małe punkty |
| Lp.                              | Drużyna              | M     | W     | P     | Pkt | 3:0           | 3:1           | 3:2           | 2:3           | 1:3           | 0:3           | wyg. | prz. | stos. | zdob.       | str.        | stos.       |
| -------------------------------- | -------------------- | ----- | ----- | ----- | --- | ------------- | ------------- | ------------- | ------------- | ------------- | ------------- | ---- | ---- | ----- | ----------- | ----------- | ----------- |
| 1                                | ACH Volley Lublana   | 5     | 4     | 1     | 12  | 3             | 0             | 1             | 1             | 0             | 0             | 14   | 5    | 2.8   | 428         | 371         | 1.15        |
| 2                                | HAOK Mladost Zagrzeb | 5     | 3     | 2     | 9   | 1             | 1             | 1             | 1             | 1             | 0             | 12   | 9    | 1.33  | 468         | 463         | 1.01        |
| 3                                | SK Zadruga Aich/Dob  | 5     | 3     | 2     | 9   | 1             | 1             | 1             | 1             | 0             | 1             | 11   | 9    | 1.22  | 449         | 416         | 1.08        |
| 4                                | OK i-Vent Maribor    | 5     | 3     | 2     | 9   | 0             | 2             | 1             | 1             | 0             | 1             | 11   | 10   | 1.1   | 469         | 467         | 1           |
| 5                                | MOK Mursa Osijek     | 5     | 1     | 4     | 3   | 0             | 1             | 0             | 0             | 3             | 1             | 6    | 13   | 0.46  | 419         | 469         | 0.89        |
| 6                                | TJ Spartak Myjava    | 5     | 1     | 4     | 3   | 0             | 0             | 1             | 1             | 1             | 2             | 6    | 14   | 0.43  | 420         | 467         | 0.9         |
| Legenda: awans do fazy finałowej |                      |       |       |       |     |               |               |               |               |               |               |      |      |       |             |             |             |

Źródło: 
Punktacja: 3:0 i 3:1 – 3 pkt; 3:2 – 2 pkt; 2:3 – 1 pkt; 1:3 i 0:3 – 0 pkt
Zasady ustalania kolejności: zob. sekcję powyżej

## Faza finałowa
Miejsce: Dom odbojke Bojan Stranić, Zagrzeb
Wszystkie godziny według czasu lokalnego (UTC+1).

### Drabinka
|  |           |                      |           |                      |   |       |                    |       |
|  | Półfinały | Półfinały            | Półfinały |                      |   | Finał | Finał              | Finał |
|  | Półfinały | Półfinały            | Półfinały |                      |   | Finał | Finał              | Finał |
|  |           |                      |           |                      |   |       |                    |       |
|  |           |                      |           |                      |   |       |                    |       |
|  | 1         | ACH Volley Lublana   | 3         |                      |   |       |                    |       |
|  | 1         | ACH Volley Lublana   | 3         |                      |   |       |                    |       |
|  | 4         | OK i-Vent Maribor    | 0         |                      |   |       |                    |       |
|  | 4         | OK i-Vent Maribor    | 0         |                      |   | 1     | ACH Volley Lublana | 3     |
|  |           |                      |           |                      |   | 1     | ACH Volley Lublana | 3     |
|  |           |                      | 2         | HAOK Mladost Zagrzeb | 0 |       |                    |       |
|  | 2         | HAOK Mladost Zagrzeb | 2         | HAOK Mladost Zagrzeb | 0 | 3     |                    |       |
|  | 2         | HAOK Mladost Zagrzeb |           |                      |   |       |                    |       |
|  | 3         | SK Zadruga Aich/Dob  | 0         |                      |   |       |                    |       |
|  | 3         | SK Zadruga Aich/Dob  | 0         | Mecz o 3. miejsce    |   |       |                    |       |
|  |           |                      |           |                      |   |       |                    |       |
|  |           |                      |           |                      |   |       |                    |       |
|  |           |                      |           |                      |   |       |                    |       |
|  | 3         | SK Zadruga Aich/Dob  | 0         |                      |   |       |                    |       |
|  | 3         | SK Zadruga Aich/Dob  | 0         |                      |   |       |                    |       |
|  | 4         | OK i-Vent Maribor    | 3         |                      |   |       |                    |       |
|  | 4         | OK i-Vent Maribor    | 3         |                      |   |       |                    |       |

### Półfinały
| 5 marca 2025 12:30 Źródło: | ACH Volley Lublana | 3:0 (25:22, 25:23, 27:25) | OK i-Vent Maribor | Dom odbojke Bojan Stranić, Zagrzeb Widzów: 120 Sędzia: Boris Kovač i Ágnes Bátkai-Katona |

| 5 marca 2025 17:30 Źródło: | HAOK Mladost Zagrzeb | 3:0 (25:17, 25:14, 25:15) | SK Zadruga Aich/Dob | Dom odbojke Bojan Stranić, Zagrzeb Widzów: 78 Sędzia: Dušan Rychlík i Miroslav Juráček |

### Mecz o 3. miejsce
| 6 marca 2025 12:30 Źródło: | OK i-Vent Maribor | 3:0 (25:20, 25:21, 25:23) | SK Zadruga Aich/Dob | Dom odbojke Bojan Stranić, Zagrzeb Widzów: 20 Sędzia: Vladimir Simonović i Tin Vedriš |

### Finał
| 6 marca 2025 17:30 Źródło: | HAOK Mladost Zagrzeb | 0:3 (25:27, 17:25, 22:25) | ACH Volley Lublana | Dom odbojke Bojan Stranić, Zagrzeb Widzów: 120 Sędzia: Miroslav Juráček i Boris Kovač |

## Klasyfikacja końcowa
| Lp. | Drużyna              |
| --- | -------------------- |
| 1.  | ACH Volley Lublana   |
| 2.  | HAOK Mladost Zagrzeb |
| 3.  | OK i-Vent Maribor    |
| 4.  | SK Zadruga Aich/Dob  |
| 5.  | MOK Mursa Osijek     |
| 6.  | TJ Spartak Myjava    |